# 杜阿拉—恩冈代雷铁路
杜阿拉—恩冈代雷铁路（法語：Ligne de Douala à Ngaoundéré），或称为喀麦隆纵贯线（法語：Transcamerounais），是喀麦隆的一條從阿達馬瓦區恩冈代雷通往滨海区杜阿拉的米軌鐵路，全長929千米。路線於德意志帝国统治时期1908年开始铺设，并最终于1974年通车至恩冈代雷。作為溝通该国最大海港城市杜阿拉、首都雅温得與北部稀树草原地区的鐵路，该路线也是喀麦隆铁路的核心路線。

## 历史
德意志帝国在19世纪后期占领喀麥隆後，为了输送当地的经济作物及矿产原料，同时维护自身殖民统治，德国遂于1908年开始研议修筑从喀麦隆首府杜阿拉直达内陆地区的铁路，该路线也被德国政府列入当年的殖民地铁路建设专案中，其路线的设置体现了德国的战略考量，旨在消弭其过境地区的商队贸易，以达到垄断在地经济的目的:74-75。1912年，杜阿拉至萨纳加河畔埃代阿的路线通车运行，1913年，路线延伸至比乔卡，截至1914年第一次世界大战爆发前，该铁路已经连接了杜阿拉至埃塞卡一带的地区，全长173千米，并拥有12辆煤水车、4辆水柜机车、13辆旅客列车、2辆行李车厢及165辆铁路货车:61。
德國在第一次世界大戰中战败後，德属喀麦隆大部分领土也于1919年随《凡爾賽條約》的签订被移交予法國:437,1224:658，法国殖民政府接管了这条铁路，随即于1922年重新动工扩建，施工期间曾发生多次山体滑坡，1927年8月15日，从埃塞卡至雅温得的路段铺轨通车，此时全线路长约308千米，1955年，连接杜阿拉与博纳贝里的武里河大桥通车，成功连接了该铁路线与杜阿拉—恩康桑巴铁路:58:22。喀麦隆独立后，喀政府又于1964年开始对线路进行扩建，1969年，铁路通车至东部区的贝拉博:22-23，而贝拉博至恩冈代雷的路线则最终于1974年通车，总计投资7,400万美元:153，由于原路线纵向剖面和路线特征较差，喀麦隆政府又在1975年至1987年对铁路进行了改线，其长度比原线缩短了46公里，遂如现状:22-23，1999年，喀麦隆政府将国营铁路管理公司私有化，该铁路随即开始由喀麦隆铁路公司运营。

## 现况
杜阿拉—恩冈代雷铁路的路线大致呈西南东北走向，发自杜阿拉贝桑格站，并由西南至东北先后连接埃塞卡、奥泰莱、雅温得、贝拉博、恩冈达勒等站，并止于该国北部的恩冈代雷站:151，并未与任何一个邻国的铁路相连接，由于邻国乍得并无铁路，亦无出海口，这条铁路以及相交汇的国际公路也成为连接乍得与杜阿拉等外界地区的重要通道，乍得会使用该铁路输送进出口物资:116。但该铁路也有基础设施年久失修，列车速度慢且不准时、舒适度及服务质量低的问题，2016年更曾发生严重出轨事故，造成严重人员伤亡。